# Muriel Day
Muriel Day (Newtownards, 11 januari 1942) is een Iers zangeres.

## Biografie
Day vertegenwoordigde Ierland op het Eurovisiesongfestival 1969. Ze was daarmee de eerste vrouw en de eerste Noord-Ierse die namens Ierland deelnam aan het festival. Met het nummer The wages of love eindigde ze op de zevende plaats. Niet veel later kreeg ze een platencontract aangeboden, en bracht ze haar bekendste hit uit, getiteld Nine times out of ten. In 1971 verhuisde ze naar Canada, waar ze geneeskunde studeerde en lichttherapeute werd. In de jaren 90 keerde ze terug naar Noord-Ierland, en nam ze haar zangcarrière weer op. In 2015 kondigde ze aan haar eerste album te zullen uitbrengen.
1965: Butch Moore · 
1966: Dickie Rock · 
1967: Sean Dunphy · 
1968: Pat McGeegan · 
1969: Muriel Day · 
1970: Dana · 
1971: Angela Farrell · 
1972: Sandie Jones · 
1973: Maxi · 
1974: Tina Reynolds · 
1975: The Swarbriggs · 
1976: Red Hurley · 
1977: The Swarbriggs Plus Two · 
1978: Colm Wilkinson · 
1979: Cathal Dunne · 
1980: Johnny Logan · 
1981: Sheeba · 
1982: The Duskeys · 
1984: Linda Martin · 
1985: Maria Christian · 
1986: Luv Bug · 
1987: Johnny Logan · 
1988: Jump the Gun · 
1989: Kiev Connolly & The Missing Passengers · 
1990: Liam Reilly · 
1991: Kim Jackson · 
1992: Linda Martin · 
1993: Niamh Kavanagh · 
1994: Paul Harrington & Charlie McGettigan · 
1995: Eddie Friel · 
1996: Eimear Quinn · 
1997: Marc Roberts · 
1998: Dawn Martin · 
1999: The Mullans · 
2000: Eamonn Toal · 
2001: Gary O'Shaughnessy · 
2003: Mickey Harte · 
2004: Chris Doran · 
2005: Donna & Joe · 
2006: Brian Kennedy · 
2007: Dervish · 
2008: Dustin the Turkey · 
2009: Sinéad Mulvey & Black Daisy · 
2010: Niamh Kavanagh · 
2011: Jedward · 
2012: Jedward · 
2013: Ryan Dolan · 
2014: Can-linn feat. Kasey Smith · 
2015: Molly Sterling · 
2016: Nicky Byrne · 
2017: Brendan Murray · 
2018: Ryan O'Shaughnessy · 
2019: Sarah McTernan · 
2021: Lesley Roy · 
2022: Brooke · 
2023: Wild Youth · 
2024: Bambie Thug · 
2025: Emmy
- International Standard Name Identifier: 0000 0004 6225 9296
- MusicBrainz: b8bc5ae7-740b-47f3-9d61-757761ca11a8
- Virtual International Authority File: 9473154260804724480007